# Resolució 809 del Consell de Seguretat de les Nacions Unides
La Resolució 809 del Consell de Seguretat de les Nacions Unides fou adoptada per unanimitat el 2 de març de 1993. Després de recordar resolucions 621 (1988), 658 (1990), 690 (1991) i 725 (1991), a més de notar un informe del Secretari General Boutros Boutros-Ghali sobre la situació en el Sàhara Occidental, el Consell va expressar preocupació pels retards en la implementació del Pla de Regularització i va convidar el secretari general i el seu representant especial a intensificar els esforços amb la Govern del Marroc i el Front Polisario per abordar els problemes de contenció, especialment pel que fa a l'elegibilitat per votar.
La resolució va demanar Boutros-Ghali que preparés l'organització d'un referèndum d'autodeterminació de la població del Sàhara Occidental i s'esforcés per iniciar el registre dels votants a partir de les llistes actualitzades del cens de 1974. També va demanar al Secretari General que informés al Consell de Seguretat a tot tardar en maig de 1993 sobre el resultat d'aquests esforços tractats en la resolució actual, i li demanava que inclogués propostes per a qualsevol ajustament necessari per al paper actual i la força de la Missió de Nacions Unides pel Referèndum al Sàhara Occidental.
La resolució 809 va concloure demanant a ambdues parts que cooperessin amb el secretari general per resoldre qüestions pendents perquè es pogués celebrar un referèndum a final d'any. Encara que el Marroc i el Front Polisario van acceptar les disposicions de la resolució, continuen les disputes sobre el procés d'identificació dels votants i retardar successivament els seus plans de referèndum.